# 인 유어 아이즈 (2014년 영화)
인 유어 아이즈(In Your Eyes)는 미국에서 제작된 브린 힐 감독의 2014년 멜로/로맨스, SF, 코미디 영화이다. 마이클 스탈 데이빗 등이 주연으로 출연하였다.

## 출연

### 주연
- 마이클 스탈 데이빗
- 조 카잔

### 조연
- 마크 퓨어스타인
- 데이빗 갤러거
- 제니퍼 그레이
- 스티브 호웨이
- 니키 리드
- 프레스턴 베일리
- 스티브 해리스
- 리즈 스타우버
- 스티븐 테일러
- 리드 버니
- 톰 최
- 켈리 도노휴
- 브레이든 피츠제럴드
- 조 웅거
- 존 조셉 린지